# Brycinus lateralis
Brycinus lateralis és una espècie de peix de la família dels alèstids i de l'ordre dels caraciformes.

## Morfologia
- Els mascles poden assolir 14 cm de longitud total.[1][2]

## Alimentació
Menja petits organismes terrestres i aquàtics.

## Depredadors
A Zimbàbue és depredat per Hydrocynus vittatus.

## Hàbitat
És un peix d'aigua dolça i de clima tropical.

## Distribució geogràfica
Es troba a Àfrica.

## Estat de conservació
A nivell general, no té amenaces a la major part de la seua distribució geogràfica. A nivell local, però, la sedimentació suposa un problema per a les seues poblacions al curs inferior del riu Shire (Malawi).